# Clash (magazyn)
Clash – brytyjskie czasopismo elektroniczne poświęcone muzyce i modzie, filmowi i rozrywce. Serwis był notowany w rankingu Alexa na miejscu 103111.

## Profil
Clash Magazine zajmuje się takimi tematami jak muzyka, moda, film oraz rozrywka. Wchodzi w skład Clash Music Group, niezależnej grupy medialnej o ustalonej pozycji, zarówno na rynku mediów drukowanych, jak i cyfrowych. Grupa obejmuje ponadto ClashMusic.com i Clash Live Events. Partycypuje w festiwalach, międzynarodowych wydarzeniach muzycznych i imprezach organizowanych na zamówienie dla marek biznesowych. W dziedzinie muzycznej prezentuje, tak na łamach tradycyjnego wydawnictwa jak i online, najlepsze nowe i wschodzące zespoły, popularne wydarzenia oraz legendy branży muzycznej.

## Historia
Magazyn został założony w 2004 roku w Dundee przez Jona-Paula Kitchniga, Simona Harpera, Johna O’Rourke’a oraz Iaina Carnegiego. Pierwotnie nosił tytuł Vibe Magazine. W roku swego powstania dostał nagrodę jako najlepszy nowy magazyn (Best New Magazine), przyznany mu przez PPA Scottish Magazine Awards.
W styczniu 2008 roku wystartował magazyn internetowy ClashMusic.com zawierający najnowsze wiadomości muzyczne, recenzje i wywiady oraz obszerną bazę danych artystów, reprezentujących różne style i gatunki, od Daft Punk do Duffy i od Paula McCartneya do Oasis.
W listopadzie 2014 roku ukazał się ostatni numer magazynu w wersji papierowej, po czym wydawca postanowił zrobić przerwę, aby przemyśleć strategię na przyszłość. W 2015 roku, z okazji 100. wydania magazynu podjęto decyzję o wznowieniu od 2016 roku wydawania magazynu w wersji drukowanej jako dwumiesięcznik.
17 kwietnia 2018 roku CLASH Books wydał pierwszy numer CLASH Magazine, w którym przedstawieni zostali najbardziej utalentowani pisarze działający wśród małych wydawnictw.    

## Nagrody
- 2004 – PPA Scottish Magazine Awards w kategorii: Best New Magazine (Najlepszy Nowy Magazyn)[3]
- 2008 – PPA Scottish Magazine Awards w kategoriach: Magazine of the Year (Magazyn Roku) i Consumer Magazine of the Year (Magazyn Konsumencki Roku)[7]
- 2011 – Record of the Day w kategorii: Magazine of the Year (Magazyn Roku)[8]